# Adar
Cet article concerne le mois du calendrier hébraïque. Pour la commune marocaine, voir Adar (Maroc).
Adar (en hébreu : אֲדָר) est le 6e mois de l’année civile et le 12e mois de l’année ecclésiastique du calendrier hébraïque.
Note : Les années embolismiques, il y a 30 jours d'intercalation qui sont appelés mois Adar Alef, Adar Rishon ou Adar I. Ensuite c'est le mois Adar Bet, Adar Shenei ou Adar II. Parfois à la place de Adar I et Adar II, « Adar » et « Veadar » sont utilisés.
Il correspond au mois de mars pour les arabes orientaux.
Les gens nés au mois de adar dans une année non embolismique célèbrent leur anniversaire durant le mois d'adar II. D'où le fameux dilemme : « comment deux jumeaux nés à quelques minutes d'intervalle dans une année non-embolismique, l'un à la fin du mois de shevat l'autre le premier jour du mois de adar, peuvent-ils célébrer leur Bar Mitzvah avec 29 jours d'écart si leur anniversaire de 13 ans tombe une année embolismique ? »

## Commémoration, célébration
Le 7 adar est la date traditionnelle de la naissance et de la mort de Moïse. Cette date est fondée sur l'interprétation de :
- Deutéronome[1] 34, 7-8-9 Moïse était âgé de cent vingt ans[2] lorsqu’il mourut ; sa vue n’était point affaiblie, et sa vigueur n’était point passée. Les enfants d’Israël pleurèrent Moïse pendant trente jours, dans les plaines de Moab ; et ces jours de pleurs et de deuil sur Moïse arrivèrent à leur terme. Josué, fils de Nun, était rempli de l’esprit de sagesse, car Moïse avait posé ses mains sur lui. Les enfants d’Israël lui obéirent, et se conformèrent aux ordres que l’Éternel avait donnés à Moïse.
- Josué  1. 10 Josué donna cet ordre aux officiers du peuple : 11 Parcourez le camp, et voici ce que vous commanderez au peuple : Préparez-vous des provisions, car dans trois jours vous passerez ce Jourdain pour aller conquérir le pays dont l’Éternel, votre Dieu, vous donne la possession. (…)
- Josué 4, 19 : Le peuple sortit du Jourdain le dixième jour du premier mois, et il campa à Guilgal, à l’extrémité orientale de Jéricho.

Il y a donc 33 jours entre la mort de Moïse et le 10 nissan, d'où le 7 adar.
Le 14 adar a lieu la célébration de la fête de Pourim.